# Dejlidki (rejon werenowski)
Dejlidki (biał. Дайлідкі; ros. Дайлидки) – wieś na Białorusi, w obwodzie grodzieńskim, w rejonie werenowskim, w sielsowiecie Bastuny.
W dwudziestoleciu międzywojennym okolica szlachecka. Leżała w Polsce, w województwie nowogródzkim, w powiecie lidzkim, do 11 kwietnia 1929 w gminie Siedliszcze, następnie w gminie Żyrmuny.